# Turmhügel Hüttenfurth
Der Turmhügel Hüttenfurth bezeichnet eine abgegangene Höhenburg vom Typus einer Turmhügelburg (Motte) in Hüttenfurth, einem Ortsteil der niederbayerischen Gemeinde Eching im Landkreis Landshut. Die Anlage wird als Bodendenkmal unter der Aktennummer D-2-7538-0172 im Bayernatlas als „Turmhügel des Mittelalters“ geführt.

## Geschichte
Die Motte war im 11. Jahrhundert der Sitz der Hittenfurte.

## Beschreibung
Der Turmhügel Hüttenfurth liegt in einem Waldgebiet ca. 200 m östlich der Einöde Hüttenfurth. Er befindet sich in Spornlage oberhalb des Zusammenflusses des Schloßbaches und des Gleißenbachs. Die runde Turmhügelanlage nimmt ca. 40 m im Durchmesser ein, sie besitzt einen umlaufenden Graben und einen vorgelegten Wall; im Bereich des Waldrandes ist sie noch gut erhalten, in dem östlich angrenzenden Feld aber weitgehend abgetragen. Es wurden hier schwarzgraue, hartgebrannte Gefäßscherben gefunden.